# マッシモ・カレーラ
マッシモ・カレーラ（Massimo Carrera、1964年4月22日 - ）は、イタリア・ポッツオーロ・マルテザーナ出身の元サッカー選手。現役時代のポジションはディフェンダー。イタリア代表として1992年のサンマリノとの親善試合で1試合のプレー経験がある。

## 経歴
ユヴェントスFCには1991-1992シーズンから1995-96シーズンまで在籍、166試合に出場した。その間にはリーグ優勝、UEFAカップ、チャンピオンズリーグなどのタイトルを獲得した。その後は7シーズンに渡ってアタランタBCでプレーした。
2011年にかつてのチームメートであるアントニオ・コンテがユヴェントス監督に就任すると、アシスタントコーチに就任し、2012年には出場停止のコンテに代わり、10試合のみ監督を代行した。その後スパルタ・モスクワの監督を務めていた。

## タイトル
ユヴェントス
- セリエA：1994-95
- コッパ・イタリア : 1994-95
- UEFAチャンピオンズリーグ : 1995-96
- UEFAカップ : 1992-93
- スーペルコッパ・イタリアーナ : 1995